# Propagateur de l'oscillateur harmonique
Le propagateur de l'oscillateur harmonique est une expression dérivée à partir du formalisme des intégrales de chemin de Feynman en mécanique quantique non-relativiste qui permet de calculer l'amplitude de probabilité qu'une particule en un point {\displaystyle x_{0}} soumise à un potentiel de l'oscillateur harmonique quantique se retrouve à un certain point {\displaystyle x_{T}} dans l'espace après un certain temps {\displaystyle T}. En ce sens, il s'agit donc d'une fonction de Green de l'équation de Schrödinger.
Pour un oscillateur harmonique décrit par le Lagrangien suivant :
{\displaystyle {\mathcal {L}}={\frac {1}{2}}{\dot {x}}^{2}-{\frac {1}{2}}m\omega ^{2}x^{2}}
le propagateur de Feynman a l'expression suivante :
{\displaystyle U(T,x_{T},0,x_{0})=Z_{OH}={\sqrt {\frac {m\omega }{2\pi i\hbar sin(\omega T)}}}e^{{\frac {im\omega }{2\hbar sin(\omega T)}}\left((x_{T}^{2}+x_{0}^{2})cos(\omega T)-2x_{0}x_{T}\right)}}.
Note : en raison de l'équivalence de la description de la mécanique quantique non-relativiste par le formalisme des intégrales de chemin de Feynman et l'équation de Schrödinger, cette expression permet également de retrouver le spectre d'énergie habituel de l'oscillateur harmonique.
{\displaystyle E_{n}=\hbar \omega \left(n+{\frac {1}{2}}\right)}.